# Tarasivka, Nîjnohirskîi
Tarasivka (în ucraineană Тарасівка) este un sat în comuna Ivanivka din raionul Nîjnohirskîi, Republica Autonomă Crimeea, Ucraina.

## Demografie
Componența lingvistică a localității Tarasivka
     Rusă (57,14%)
     Tătară crimeeană (36,36%)
     Ucraineană (5,19%)
     Alte limbi (0,65%)
Conform recensământului din 2001, majoritatea populației localității Tarasivka era vorbitoare de rusă (57,14%), existând în minoritate și vorbitori de tătară crimeeană (36,36%) și ucraineană (5,19%).